# Масерија Адучи (Козенца)
Масерија Адучи је насеље у Италији у округу Козенца, региону Калабрија.
Према процени из 2011. у насељу је живело 15 становника. Насеље се налази на надморској висини од 79 м.